# إعادة تشكيل حزم الإشعاع
تشير إعادة تكوين حزم الإشعاع إلى عملية تقدير جرعات الإشعاع التي تلقاها الأفراد أو السكان في الماضي نتيجة لحالات تعرض معينة مثيرة للقلق. ويتمثل المبدأ الأساسي لإعادة التشكيل في وصف البيئة الإشعاعية التي تعرض لها الأفراد باستخدام المعلومات المتاحة. وفي الحالات التي لا يمكن فيها وصف حالات التعرض للإشعاع بشكل كامل بناءً على البيانات المتاحة، يمكن استخدام القيم الافتراضية المستندة إلى افتراضات علمية معقولة كبدائل. حيث يعتمد مدى استخدام القيم الافتراضية على الغرض من إعادة (عمليات) التشكيل التي يتم إجراؤها.

## لمحة عن التقنيات المستخدمة
الأساليب والتقنيات المستخدمة في إعادة تشكيل الجرعات تنمو وتتطور بسرعة. لم يظهر تشكيل الجرعات كنظام علمي  إلا في أواخر السبعينيات، واستُخدم عمليًا في الولايات المتحدة على مدار العقدين الماضيين. غالبًا ما تستند الأساليب والممارسات العلمية المستخدمة لإكمال تشكيل الجرعات إلى المعايير المنشورة من قبل منظمات المجتمع الدولي مثل اللجنة الدولية للحماية من الإشعاع.
يعد تشكيل الجرعة عملية صالحة علميًا لتقدير جرعة الإشعاع التي يتلقاها فرد أو مجموعة من الأفراد عند إجرائها بشكل صحيح. وتستخدم بشكل شائع في الدراسات الوبائية المهنية لتحديد كمية الإشعاع الذي قد يكون العمال قد تلقوه كجزء من عملهم. على سبيل المثال في المنشئات النووية. غالبًا ما يتم استخدام المصطلحين التاريخي والأثر رجعي لوصف تشكيل الجرعة. وتقدير الجرعة هو المصطلح المستخدم أحيانًا لوصف العملية المستخدمة لتحديد التعرض للإشعاع للسكان الحاليين أو الأفراد.
تطبق أيضًا طرق تشكيل الجرعات بشكل شائع على الملوثات البيئية لتقييم إطلاقات النويدات المشعة في البيئة من المواقع النووية. حيث نشرت إحدى هذه الدراسات المركزة على البيئة في عام 1983 من قبل هيئة التنظيم النووي الأمريكية بعنوان تقييم المخاطر الإشعاعية: كتاب مدرسي عن تحليل الجرعة البيئية. تم تحديث هذا الكتاب بمراجعات رئيسية في عام 2008 وهو يعرض تفاصيل خطوات التقييمات الإشعاعية، والتي تستخدم طرقًا وتقنيات مماثلة لإعادة تشكيل الجرعة.
لا تقتصر طرق تشكيل الإشعاع على قياس التعرض للإشعاع فقط. حيث تستخدم مبادئ تشكيل الجرعات لإعادة تشكيل حالات التعرض للمواد الخطرة الأخرى ولتحديد الآثار الصحية لسمومها على السكان أو الأفراد.

## عناصر إعادة تشكيل جرعة الإشعاع
تتكون عملية تشكيل جرعة الإشعاع من عدة عناصر أساسية تم تحديدها على النحو التالي:
- تعريف سيناريوهات التعرض
- تحديد مسارات التعرض
- تطوير وتنفيذ طرق تقدير الجرعة
- تقييم حالات عدم اليقين في تقديرات الجرعة
- عرض وتفسير النتائج لضمان الجودة ومراقبة الجودة.

## البحث والتطبيقات
تستخدم طرق إعادة تشكيل الإشعاع إلى حد كبير في الدراسات البحثية المهنية والبيئية والطبية الوبائية. حيث شاركت مراكز السيطرة على الأمراض والوقاية منها(CDC) في العديد من مشاريع إعادة تكوين الجرعات.
كما تشارك العديد من وكالات مراكز مكافحة الأمراض والوقاية منها في مشاريع إعادة تشكيل الجرعات منها وكالة المواد السامة وسجل الأمراض (ATSDR)، والمركز الوطني للصحة البيئية (NCEH)، والمعهد الوطني للسلامة والصحة المهنية (NIOSH).

## مواقع التمويل الممتاز
تعرف وكالة ATSDR إعادة تشكيل التعرض على أنه نهج يستخدم النماذج الحسابية وتقنيات التقريب الأخرى لتقدير الكميات التراكمية من المواد الخطرة التي يتم استيعابها من قبل الأفراد الذين يُفترض أنهم معرضون بالفعل أو هم في الواقع معرضون لخطر ملامسة المواد المرتبطة بمواقع النفايات الخطرة.
برنامج تكوين جرعة التعرض: في مارس 1993، أنشأت وكالة ATSDR برنامجًا لتكوين الإشعاع تحت عنوان (EDRP). حيث يمثل EDRP جهدًا منسقًا وشاملًا لتطوير أساليب حساسة ومتكاملة وقائمة على العلم لتحسين وصول علماء الصحة والمقيمين إلى توصيف جرعات التعرض الحالية والتاريخية. نشأ EDRP لمواجهة التحدي الذي واجه علماء الصحة والمقيمين الذين لم يتمكنوا دائمًا من الوصول إلى المعلومات - خاصة المعلومات التاريخية المتعلقة بالقياس المباشر للفرد للتعرض وجرعة المواد الكيميائية المرتبطة بمواقع النفايات الخطرة.

## دراسات الصحة الوبائية
يقوم المركز الوطني للصحة البيئية (NCEH) بتنسيق البرنامج وإجراء دراسات الصحة الوبائية البيئية باستخدام مبادئ تكوين الجرعات. حيث أجرت NCEH سلسلة من الدراسات لتقييم العواقب الصحية المحتملة لانبعاثات المواد المشعة خارج الموقع من المنشآت النووية التي تديرها وزارة الطاقة في الولايات المتحدة.

## بحوث الطاقة المهنية
يكمل المعهد الوطني للسلامة والصحة المهنية (NIOSH) إعادة تكوين الجرعات كعنصر من دراسات صحة العمال المستمرة. تتمثل مهمة برنامج NIOSH لأبحاث الطاقة المهنية في إجراء بحث ذي صلة وغير متحيز لتحديد الآثار الصحية وقياسها بين العمال المعرضين للإشعاع المؤين والعوامل الأخرى؛ لتطوير وصقل طرق تقييم التعرض؛ لتوصيل نتائج الدراسة بشكل فعال إلى العمال والعلماء والجمهور؛ للمساهمة بالمعلومات العلمية للوقاية من الإصابات والأمراض، والالتزام بأعلى معايير الأخلاق المهنية والاهتمام بصحة العمال وسلامتهم وخصوصيتهم.

## برنامج تعويض موظفي الطاقة عن الأمراض المهنية لعام 2000
تنفذ أحد أكبر التطبيقات الجماعية لمبادئ تكوين الجرعات الفردية بواسطة NIOSH. وهي الوكالة المعينة المسؤولة عن إكمال تكوين الإشعاع للأفراد بموجب برنامج تعويض موظفي الطاقة عن المرض المهني لعام 2000. وبموجب القانون، يكون الأفراد، وفي بعض الحالات الناجون منهم، مؤهلين للحصول على تعويض عن أمراض محددة تلقوها من التعرض المهني للبريليوم، والأسبستوس، والمواد السامة، والإشعاع إذا عملوا في منشأة مغطاة تابعة لوزارة الطاقة (DOE) أو منشأة تعاقدت مع وزارة الطاقة لإنتاج أسلحة أو مكونات نووية، تُعرف باسم أرباب عمل الأسلحة الذرية (AWE). تتمثل مسؤولية NIOSH بموجب القانون في تحديد احتمال أن يكون سرطان الفرد قد تكون نتيجة لتعرضه للإشعاع المهني في وزارة الطاقة أو منشأة AWE. يتم تحديد هذا الاحتمال بواسطة DOL ويستند إلى تكوين الإشعاع الذي أجرته NIOSH.